# J-Hope
Jung Ho-seok (Hangul: 정호석; Gwangju, 18 februari 1994), artiestennaam J-Hope, is een Zuid-Koreaanse rapper, songwriter, danser en producer. Hij is een van de zeven leden van de K-popgroep BTS.
J-Hope bracht zijn eerste solo-mixtape uit, Hope World, in 2018. Het album werd positief ontvangen en het daaropvolgende debuut en piek op respectievelijk de nummers 63 en 38, maakte hem de best scorende Koreaanse soloartiest op het Amerikaanse Billboard 200 destijds. In september 2019 bracht hij de single "Chicken Noodle Soup" uit met Becky G. Het kwam binnen op nummer 81 in de Amerikaanse Billboard Hot 100, wat hem het eerste lid van BTS maakte met een Hot 100-hit onder zijn eigen naam. In 2022 kwam hij met zijn eerste solo-album Jack in the Box en in 2024 volgde zijn solo-EP Hope on the Street met gelijknamige documentaire waarin hij in zes wereldsteden (Osaka, Parijs, New York, Seoul en Gwangju) kennismaakt met bekende dansers en zich verdiept in steeds een andere vorm van streetdance. 
In april 2023 trad J-Hope het Zuid-Koreaanse leger in, waarmee hij na Jin het tweede lid van BTS is die dat doet. Hij keerde in oktober 2024 terug.